# Gonia longipulvilli
Gonia longipulvilli là một loài ruồi trong họ Tachinidae.